# 戸沢定盛
戸沢 定盛（とざわ さだもり）は、江戸時代前期の人物。陸奥国磐城平藩主、出羽国山形藩主・鳥居忠政の次男。出羽国新庄藩初代藩主・戸沢政盛の養子となる。正室は政盛の娘、娘に於風（高照院）がいる。

## 略歴
寛永2年（1625年）に政盛の婿養子となる。寛永13年（1636年）に兄で山形藩主の鳥居忠恒が重病になった際、定盛を呼び戻して家督を継がせるという話もあったが、弟・鳥居忠春を推す派閥や、忠恒の娘に婿養子を取って継がせる派閥などに分かれて紛糾しているうちに忠恒が没したため、一旦山形藩鳥居家は改易となった。
寛永18年（1641年）、家督相続前に死去した。34歳。戒名は宏雲院殿虎山龍公大居士。政盛の次男・戸沢正誠が代わって嫡子となり、のち2代藩主に就任した。